# جون لاوري
جون لاوري (بالإنجليزية: John Laurie)‏ هو ممثل بريطاني، ولد في 25 مارس 1897 في المملكة المتحدة، وتوفي بنفس المكان في 23 يونيو 1980 بسبب نفاخ رئوي.

## أعمال

### أفلام
- (1944) هنري الخامس
- (1948) هاملت
- (1950) جزيرة الكنز[8][9]
- (1960) المخطوف

### مسلسلات
- جيش الآباء

## وصلات خارجية
- جون لاوري على موقع IMDb (الإنجليزية)
- جون لاوري على موقع الموسوعة البريطانية (الإنجليزية)
- جون لاوري على موقع ألو سيني (الفرنسية)
- جون لاوري على موقع ميوزك برينز (الإنجليزية)
- جون لاوري على موقع أول موفي (الإنجليزية)
- جون لاوري على موقع قاعدة بيانات برودواي على الإنترنت (الإنجليزية)
- جون لاوري على موقع قاعدة بيانات الأفلام السويدية (السويدية)
- جون لاوري على موقع إن إن دي بي (الإنجليزية)
- جون لاوري على موقع ديسكوغز (الإنجليزية)
- جون لاوري على موقع قاعدة بيانات الفيلم (الإنجليزية)